# آدم كرايغ
آدم كرايغ (بالإنجليزية: Adam Craig)‏ هو دراج أمريكي، ولد في 15 أغسطس 1981 في بانجور في الولايات المتحدة.

## وصلات خارجية
- آدم كرايغ على موقع أرشيف الدراجات (الإنجليزية)
- آدم كرايغ على موقع إحصائيات الدراجات الإحترافية (الإنجليزية)
- آدم كرايغ على موقع اللجنة الأولمبية الدولية (الإنجليزية)
- آدم كرايغ على موقع أوليمبيديا (الإنجليزية)
- آدم كرايغ على موقع اللجنة الأولمبية والبارالمبية الأمريكية (الإنجليزية)